# Caudron C.600 Aiglon
El Caudron C.600 Aiglon fue un avión deportivo/de turismo biplaza y monoplano francés de los años 30 del siglo XX, construido por Caudron-Renault.

## Desarrollo
El Aiglon (aguilucho) fue diseñado por Marcel Riffard después de que se hiciera cargo del departamento de diseño, cuando Caudron se fusionó con Renault. El Aiglon era un monoplano cantilever de ala baja, biplaza, con cabinas abiertas en tándem. Los primeros dos prototipos volaron por primera vez en marzo de 1935 desde Issy-les-Moulineaux, Francia. Se construyeron dos ejemplares especiales de larga distancia (C.610 Aiglon) con capacidad de combustible incrementada. En diciembre del mismo año, un C.610 fue volado desde París a Saigón a una velocidad media de 129 km/h.
El modelo fue popular entre los propietarios privados franceses y los clubes de vuelo, y se vendió cierta cantidad en el extranjero. Con el estallido de la Segunda Guerra Mundial, muchos aviones fueron requisados por el Gobierno francés para ser usados como aviones de enlace por el Armée de l'Air. La producción total del Aiglon fue de 203 aviones, incluyendo 178 del modelo básico propulsado por el Renault 4Pgi Bengali Junior.
Se exportaron 14 aparatos a España, donde varios ejemplares fueron utilizados durante la guerra civil por las escuelas de vuelo de las FARE, con la denominación EA.

## Variantes
C.600 Aiglon
Modelo de producción con un motor Renault 4Pgi Bengali Junior, 178 construidos.
C.600G Aiglon
Versión modificada con un motor de Havilland Gipsy Major, cinco construidos.
C.601 Aiglon Senior
Versión modificada con un motor Renault 4Pei, 18 construidos.
C.610 Aiglon
Versión especial monoplaza de largo alcance con capacidad de combustible incrementada, dos construidos.
Caudron KXC1
Un C.601 exportado a Japón para evaluación por el Servicio Aéreo de la Armada Imperial Japonesa.

## Operadores
Argentina
- Fuerza Aérea Argentina

 España
- Fuerzas Aéreas de la República Española: usados en las instalaciones de entrenamiento de pilotos de El Carmolí.[2]

 España
- Ejército del Aire

 Francia
- Armée de l'Air

 Guatemala
- Fuerza Aérea Guatemalteca

 Hungría
- Real Fuerza Aérea Húngara: operó 6 aviones entre 1943 y 1945.

 Japón
- Servicio Aéreo de la Armada Imperial Japonesa: un ejemplar evaluado bajo la designación KXC.

 Rumania
- Real Fuerza Aérea Rumana

## Especificaciones (C.600)
Referencia datos: Aviafrance : Caudron C.600 'Aiglon'

### Características generales
- Tripulación: Uno (piloto)
- Capacidad: Un pasajero
- Longitud: 7,6 m (25,1 ft)
- Envergadura: 11,4 m (37,3 ft)
- Altura: 2,9 m (9,5 ft)
- Superficie alar: 14,5 m² (156,2 ft²)
- Peso vacío: 560 kg (1234,2 lb)
- Peso cargado: 880 kg (1939,5 lb)
- Planta motriz: 1× motor lineal invertido de 4 cilindros refrigerado por aire Renault 4Pgi Bengali Junior.
  - Potencia: 75 kW (103 HP; 102 CV)
- Hélices: Bipala de paso fijo
- Capacidad de combustible: 100 l en dos depósitos en la sección central

### Rendimiento
- Velocidad máxima operativa (Vno): 220 km/h (137 MPH; 119 kt) a nivel del mar
- Velocidad crucero (Vc): 190 km/h (118 MPH; 103 kt)
- Alcance: 700 km (378 nmi; 435 mi)
- Techo de vuelo: 4000 m (13 123 ft)

## Aeronaves relacionadas

### Secuencias de designación
- Secuencia C._ (interna de Caudron): ← C.560 - C.570 - C.580 - C.600 - C.610 - C.620 - C.630 - C.640 →
- Secuencia K__ (Entrenadores de la Armada japonesa): ← K11W - KXA - KXBu - KXC - KXJ - KXHe - KXL →
- Secuencia Numérica (Aeronaves del Ejército del Aire español, 1939-1945): ← 30 (IV) - 30 (V) - 30 (VI) - 30 (VII) - 30 (VIII) - 30 (IX) - 30 (X) →
- Secuencia L._ (Aeronaves Utilitarias del Ejército del Aire español, 1945-1954): L.1 - L.2 (I) - L.2 (II) - L.3 - L.4 - L.5 →